# Martijn 't Hart
Martijn 't Hart (Bogota, 1960) is een Nederlands cameraman, producer, scenarioschrijver en filmregisseur.
't Hart begon in 1986 als dienstweigeraar in Groningen bij de omroep OOG. In 1988 stapte hij over naar Stads-TV in Rotterdam. Zijn film Saxman werd gedraaid op het IFFR.

## Filmografie (selectie)
- Prinsen op witte paarden bestaan niet meer (camera en montage) (1988)
- Saxman, documentaire over Piet le Blanc (regie, scenario, camera) (1994)
- The Brooklyn Connection (camera, coproductie) (2003)
- The World View of Noam Chomsky, documentaire over Noam Chomsky (camera) (2008)